# حقول أثينري
حقول أثينري (بالإنجليزية: The Fields of Athenry)‏ أغنية شعبية أيرلندي، ظهرت خلال المجاعة الأيرلندية الكبرى (1845-1850)
عن رجل خيالي، يُدعى «مايكل» كان يعيش بالقرب من أثينري في مقاطعة غالواي حيث حُكم عليه بالنقل إلى «بوتاني باي» في أستراليا، لسرقته الطعام من أجل عائلته التي كانت تتضور جوعًا. هو نشيد معروف وشعبي لدى مؤيدي الرياضة الأيرلنديين.